# Charmey

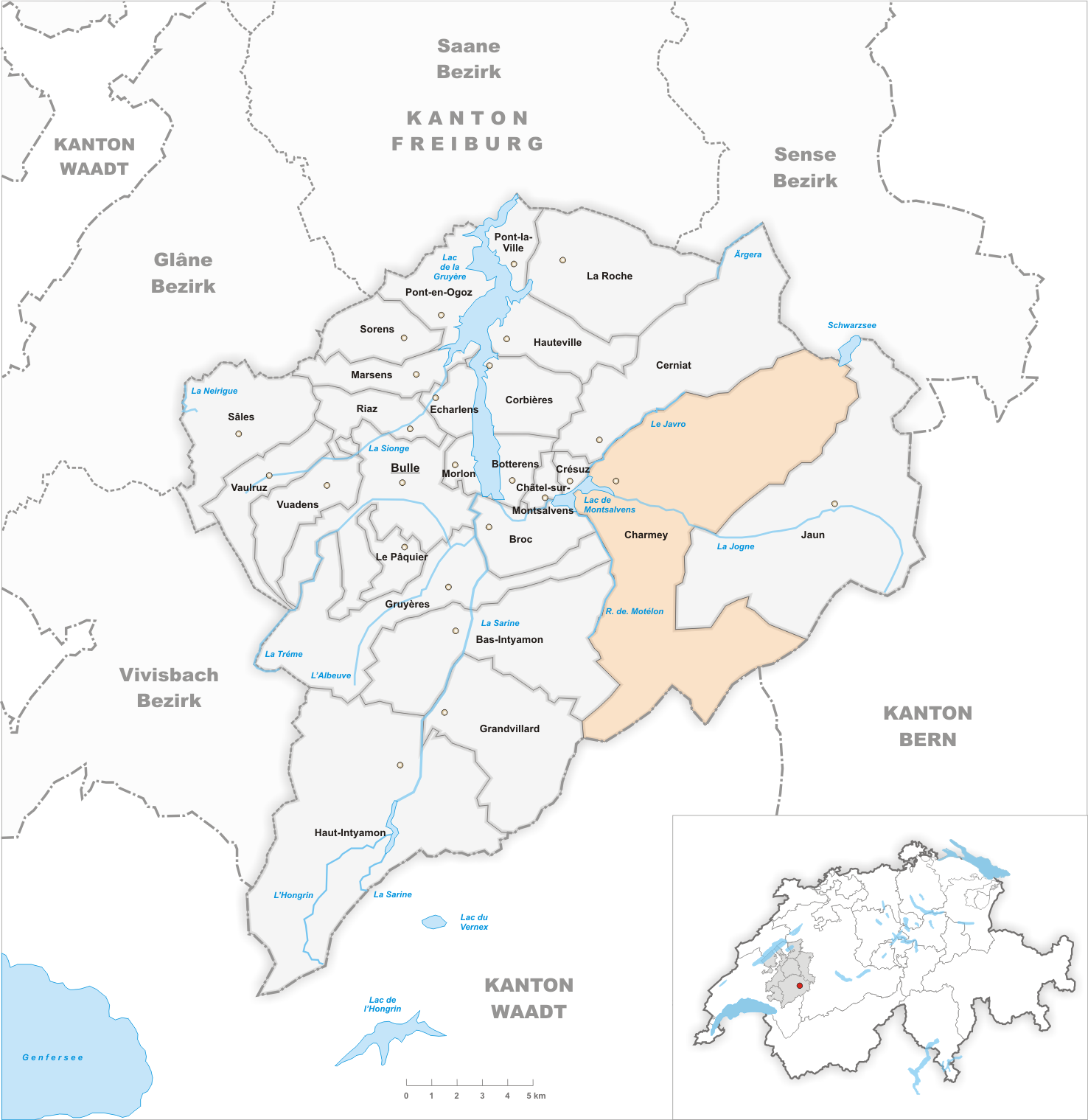
Dawna gmina Charmey (2011 r.)

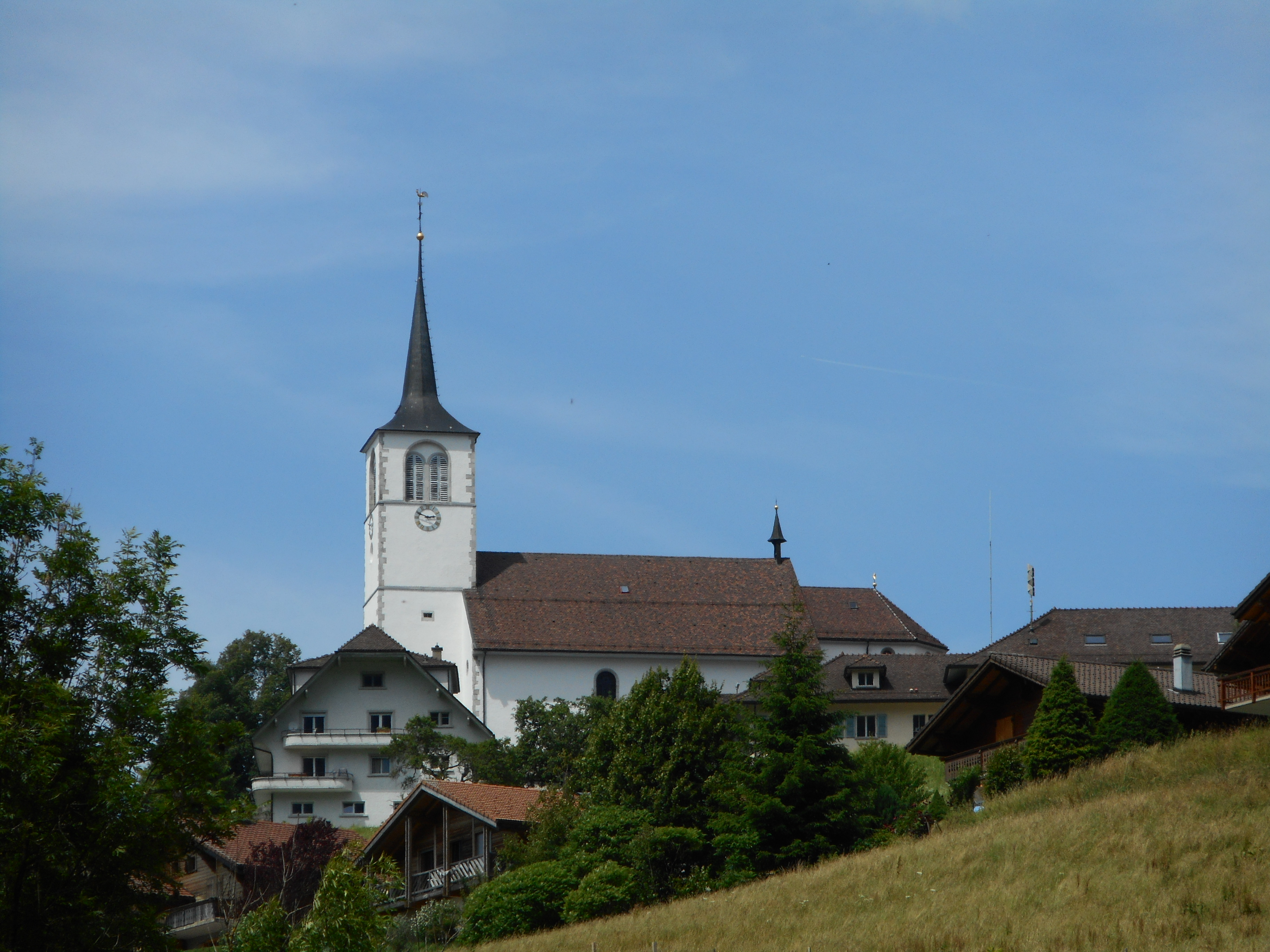
Kościół w Charmey

Charmey (frp. Tsêrmê, hist. Galmis) – miejscowość w gminie Val-de-Charmey w kantonie Fryburg w Szwajcarii, w okręgu Gruyère. Do 31 grudnia 2013 r. gmina. Po połączeniu 1 stycznia 2014 r. z sąsiednią gminą Cerniat utworzyły one nową, obecną gminę Val-de-Charmey.

## Geografia
Leży w Alpach Fryburskich w południowo-wschodniej części kantonu Fryburg. Zabudowania sześć tworzących ją przysiółków są rozrzucone w dolinie rzeki Jogne i na otaczających ją stokach. Jest największą miejscowością w całym kantonie. 44,9% powierzchni miejscowości zajmują tereny wykorzystywane rolniczo (prawie w całości łąki i pastwiska), 44,9% lasy, 2,1% tereny zamieszkane i infrastruktura, 16,6% nieużytki.
Miejscowość leży w granicach parku Parc naturel régional Gruyère-Pays d'Enhaut.

## Historia
Wspominana po raz pierwszy w 1211 r. jako Chalmeis, następnie aż do 1760 r. jako Feiguières. W języku niemieckim występowała jako Galmis. W 1811 r. liczyła 609 mieszkańców, w 1900 r. - 1247, w 1950 r. - 1282, w 2000 r. - 1547, a w 2010 1849 mieszkańców.
W dokumencie klasztoru z Rougemont z 1115 r. miejsce to było oznaczone jako opuszczone. Podział seniorii Corbières w 1249 r. stworzył konseniorię Charmey, której panowie rezydowali na zamku Sur la Roche (w 1736: En la Motte du château). Ród Corbières z Charmey wymarł przed 1361 rokiem, ale Charmey pozostało wsią odpowiedzialną za utrzymanie zamku (którego ostatnia część zawaliła się w 1824 roku). W 1454 r. Charmey przeszło we władanie hrabiów Gruyère, a w 1555 r. dostało się we władanie Fryburga, stanowiąc część baliwatu Corbières. Opór przeciwko płaceniu podatku wojskowego został złamany w 1614 r. Parafia jest poświadczona w 1228 r. (kościół pw. Św. Krzyża, od 1735 r. Św. Wawrzyńca (St.-Laurent)).
Położona w regionie o starych tradycjach hodowli bydła Charmey – zwłaszcza jej przysiółek La Tzintre - stała się ważnym ośrodkiem wędrówek transhumancyjnych między równinami a górami (Pays-d’Enhaut i Gessenay) w XVII i XVIII wieku. Wraz z rozwojem hodowli bydła mlecznego, eksport sera gruyère do Lyonu przyniósł znaczne dochody wielu rodzinom i rodzinnym przedsiębiorstwom, takim jak Bracia i Bratankowie Pettolaz (kapitał 500 000 do 600 000 écu około 1780 r.) i przyspieszył przejmowanie ziemi przez patrycjuszy z Fryburga (40% użytków rolnych w 1760 r.), czemu towarzyszyła znaczna emigracja chłopstwa, zwłaszcza do Francji.
Poza hodowlą bydła i przetwórstwem mleka mieszkańcy, zwłaszcza w sezonie zimowym, zajmowali się chałupnictwem. Produkowano wyroby z drewna, a także plecione ze słomy. Kryzys bezrobocia, jaki nastąpił na przełomie XIX i XX w. w tej drugiej gałęzi rzemiosła (20% ludności pracującej w 1880 r., jedynie 5% w 1910 r.) rozwiązany został dopiero po uruchomieniu w 1898 r. w Broc fabryki czekolady przez Caillera.
Ukończenie w 1881 r. drogi Bulle-Boltigen (przez przełęcz Jaun) zakończyło uciążliwą izolację wsi, która stała się punktem postojowym kursujących tędy dyliżansów pocztowych. Już na początku XX w. Charmey zaczęło być postrzegane jako „...urokliwie położona miejscowość letniskowa”, w której funkcjonowały już dwa hotele: Hôtel du Sapin i Hôtel du Maréchal-Ferrant.
Budowa w 1962 roku ośrodka narciarskiego w masywie Vounetse (1626 m n.p.m.), wzbogaconego następnie o liczne atrakcje letnie (m.in. kąpielisko - Les Bains de la Gruyère), przyczyniła się do znacznego rozwoju turystyki (2920 miejsc noclegowych w 2000 roku). Na terenie gminy powstało wiele domów letniskowych. Liczba stałych mieszkańców rośnie także dzięki przebudowie starych farm na komfortowe obiekty mieszkalne, zajmowane głównie przez przedstawicieli wolnych zawodów.
W 1991 roku zostało otwarte Muzeum Regionalne.

## Ośrodek narciarski
Szczyt Vounetse (1626 m n.p.m.) został zagospodarowany z przeznaczeniem głównie dla narciarstwa zjazdowego. Składają się nań:
- kolej gondolowa Charmey (887 m n.p.m.) – Le Petit-Ganet (1150 m n.p.m.) – Vounetse (1611 m n.p.m.)
- kolej krzesełkowa La Scie (1175 m n.p.m.) – Vounetse (1615 m n.p.m.)
- dwa wyciągi orczykowe Banderettes (1485 i 1500 m n.p.m.) – Vounetse (1620 i 1590 m n.p.m.)[5]
- dziesięć tras zjazdowych o łącznej długości 30 km
- wyznaczone obszary dla narciarzy freeride
- teren przygotowany dla narciarzy freestyle
- siedem tras wycieczkowych dla poruszających się na rakietach śnieżnych
- tor saneczkowy Vounetse – La Scie, długości 4 km, o różnicy wzniesień 440 m.

Latem na turystów czeka szereg oznakowanych tras wycieczkowych. W rejonie szczytu działa park linowy (fr. Vallée des Tyroliennes), dysponujący zjazdami „tyrolskimi” aż do La Petit-Ganet. Na szczycie znajduje się wytwórnia serów alpejskich Piller, w której w sezonie można codziennie obserwować proces produkcji sera. Góra jest również wykorzystywana przez miłośników paraglajdingu.

## Osoby

### urodzone w Charmey
- Rémi Bonnet (1995) – szwajcarski skialpinista, uprawiający też biegi górskie
- Jacques Lüthy (1959) – szwajcarski narciarz alpejski

## Polonica
Tereny Alp Fryburskich między Charmey, Lac Noir i Jaun badał w roku 1918 polski geolog Ludwik Horwitz, pracujący wówczas na Uniwersytecie w Lozannie. Mapa geologiczna, przedstawiająca wyniki tych badań, została wówczas przekazana szwajcarskiej Komisji Geologicznej.
W dolinie na wschód od Charmey w latach II wojny światowej (1940-1945) znajdował się jeden z obozów dla internowanych żołnierzy polskich z 2 Dywizji Strzelców Pieszych generała Bronisława Prugara-Ketlinga. Budowali oni tu jedną z dróg górskich między dolinami potoków Gros Mont i Motélon, do dziś nazywaną Route des Polonais. Pamiątką po tych czasach jest wykuta przez żołnierzy w skale kapliczka z figurką Matki Boskiej.